# جاك إرليخ
جاك إرليخ (بالفرنسية: Jacques Ehrlich)‏ هو طيار بطل فرنسي، ولد في 5 أكتوبر 1893 في الدائرة العاشرة في باريس في فرنسا، وتوفي في 10 أغسطس 1953 في باريس في فرنسا.